# Estación de Lognes
La estación de Lognes es una estación francesa de la comuna de Lognes (departamento de Seine-et-Marne).

## Historia
La estación de Lognes fue abierta el 19 décembre 1980 para acompañar al desarrollo urbanístico de Marne la Vallée, dando servicio a la comuna de Lognes.

## La estación
La estación está servida por los trenes de la línea A del RER que recorren el ramal A4, que termina en Marne la Vallée - Chessy. Su nombre completo es Lognes - Le Mandinet, que debe su nombre a un distrito del municipio de Lognes.

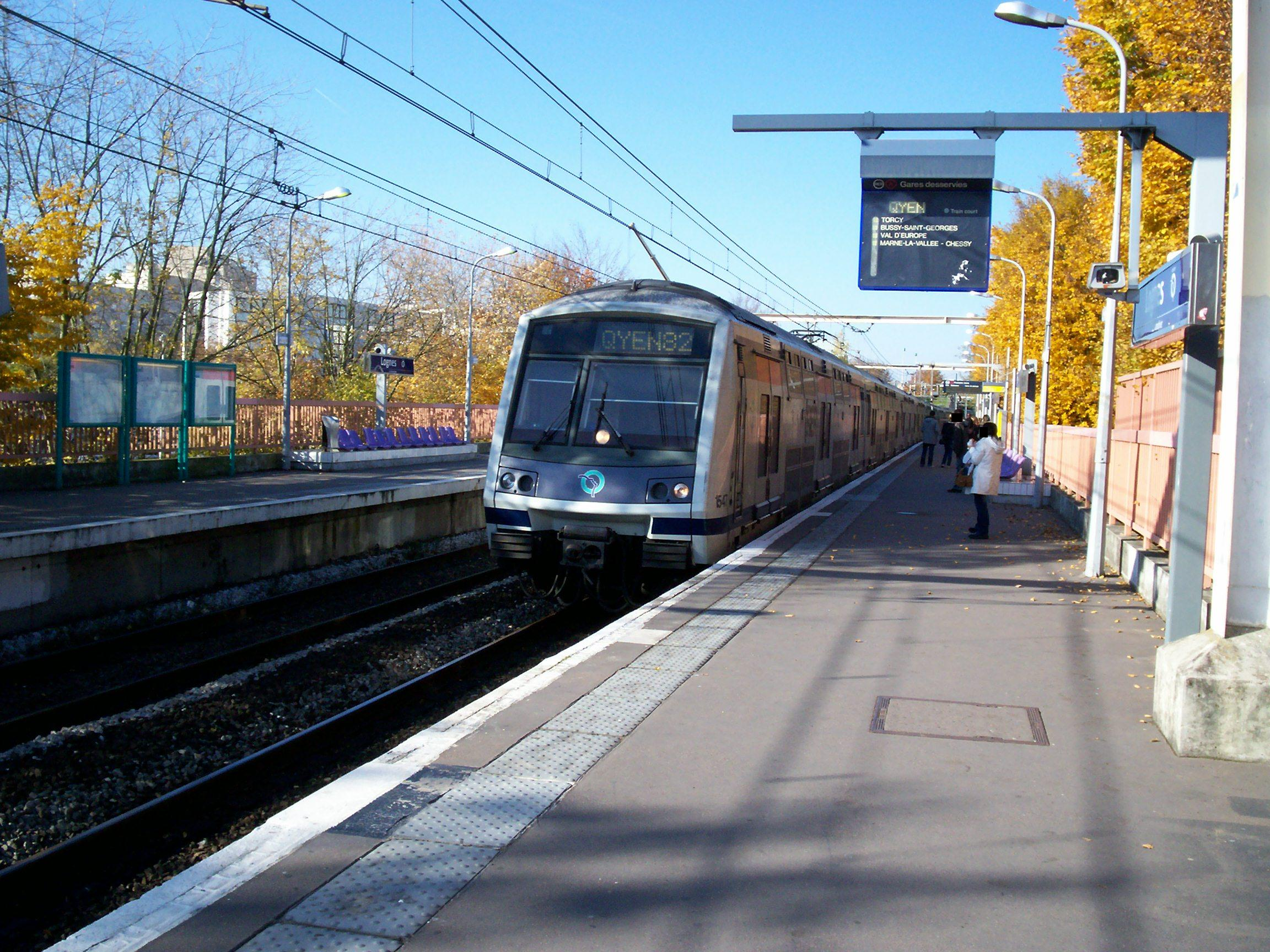
Rame Altéo silendo hacia Marne la Vallée - Chessy.

## Frecuencia

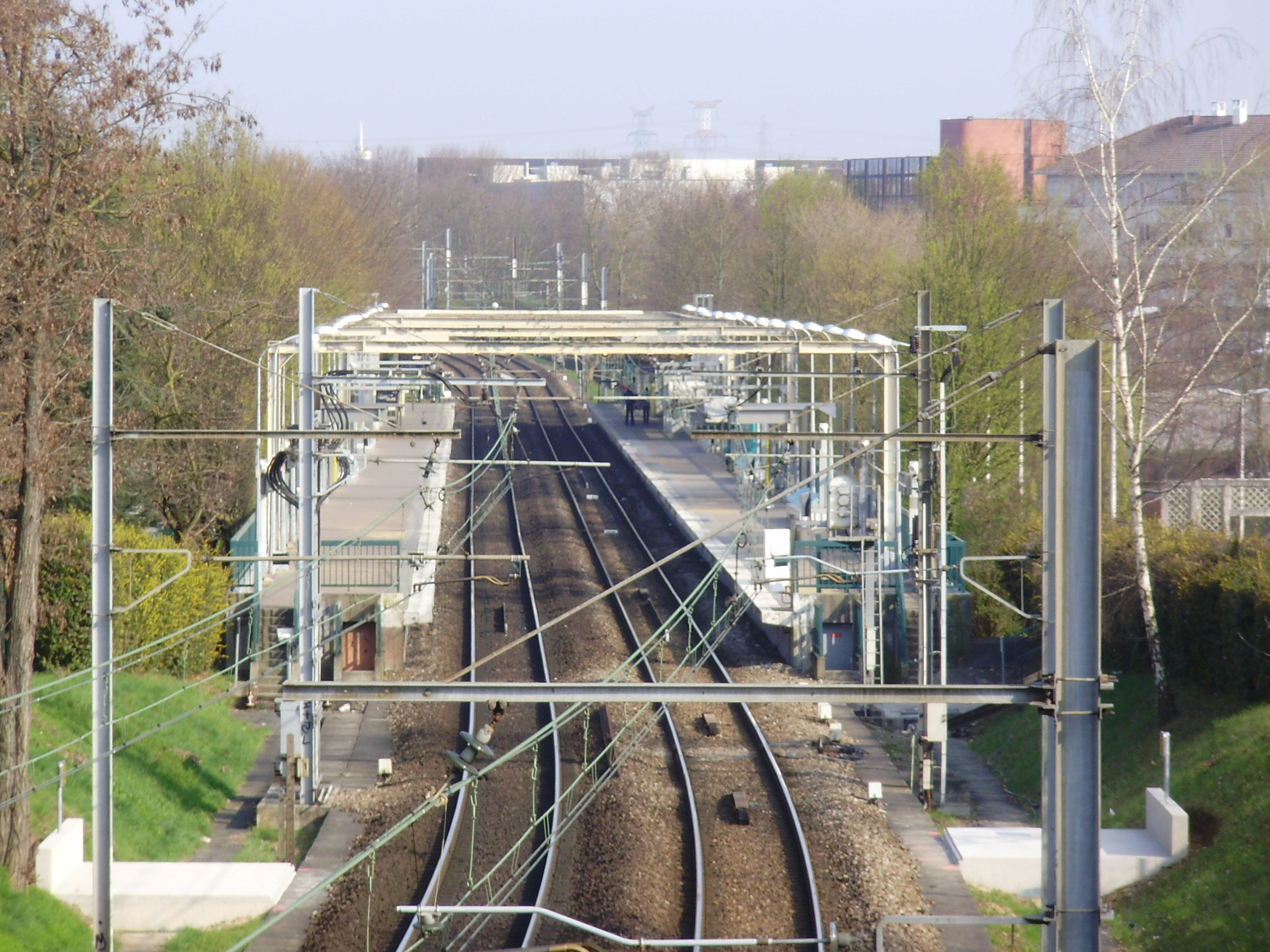
Vista de las vías desde un puente al oeste de la vía.

La estación de Lognes está servida a razón de (por sentido) :
- en las horas valle, un tren cada 10 minutos ;
- en las horas punta, de 6 a 12 trenes por hora ;
- por la tarde, un tren cada 15 minutos.

## Correspondencia
- Bus RATP 211 321

## Uso de la estación
La estación de Lognes acoge a más de 6300 viajeros cada día.